# 고대 로마의 노예제
고대 로마의 노예제는 사회와 경제에서 중요한 역할을 차지했다. 미숙련 또는 저숙련 노예들은 밭, 광산, 제분소에서 노동하며 승진의 기회도 자유의 가능성도 거의 없었다. 장인, 요리사, 가정부 및 개인 비서, 연예인, 경영자, 회계사 및 은행원, 모든 계층의 교육자, 비서 및 사서, 공무원, 의사 등 숙련되고 교육받은 노예들은 비교적 특권적인 노예 신분을 누렸으며, 법으로 보장된 몇 가지 명확한 경로 중 하나를 통해 자유를 얻을 수도 있었다. 해방(manumissio) 제도와 그에 따른 시민권의 획득 가능성은 로마의 노예제에서 두드러지는 특징으로, 로마 사회에서는 상당수의 해방 노예들이 영향력 있는 존재로 자리잡았다.

## 같이 보기
- 고대 그리스의 노예제
- 고대의 노예제
- 노예제의 역사
- 비잔틴 제국의 노예제